# Teuthirostria
Teuthirostria is een geslacht van weekdieren uit de klasse van de Gastropoda (slakken).

## Soort
- Teuthirostria cancellata Moskalev, 1976